# شانون برادي
شانون برادي (بالإنجليزية: Shannon Brady)‏ (21 يونيو 1996 بغولد كوست في أستراليا - ) هو لاعب كرة قدم أسترالي في مركز الوسط. شارك مع منتخب أستراليا تحت 20 سنة لكرة القدم. أما مع النوادي، فقد لعب مع نادي بريزبان رور وQAS NTC ‏.

## روابط خارجية
- شانون برادي على موقع قاعدة بيانات كرة القدم.إي يو (الإنجليزية)
- شانون برادي على موقع Soccerway.com (الإنجليزية)